# Robin i Marian
Robin i Marian (títol original en anglès: Robin and Marian) és una pel·lícula d'aventures estatunidenca dirigida el 1976 per Richard Lester. Ha estat doblada al català.

## Argument
Robin i el seu fidel Little John tornen després d'una vintena d'anys de croades. El rei Ricard els ha encarregat d'assetjar el castell de Châlus, amb la finalitat de recuperar una estàtua d'or que cobdicia. Però el castell només està ocupat per dones i nens, i l'estàtua, és una estàtua de pedra. El rei decideix de tota manera fer l'assalt, després d'haver rebut una fletxa, i fa tancar Robin i el seu company. Ferit de mort per la fletxa, el rei morirà poc després, deixant lliures Robin i Little John.
Decideixen tornar al país, és a dir, a Nottingham i el seu bosc de Sherwood. Trobaran els seus vells còmplices així com l'amiga de Robin, Marian, tots envellits i cansats. Marianne ha esdevingut abadessa, i conseqüència de les discussions entre el rei Joan i el papa, ha d'abandonar Anglaterra. Ja que refusa, el xèrif ha estat encarregat de detenir Robin, que s'oposa a la detenció de Marian, que la porta per força al bosc. Allà baix, Marian descobreix a Robin que ha intentat suïcidar-se després de la seva marxa, i a conseqüència de les cures que li han estat prodigades a l'abadia que ha decidit la seva vocació. Després d'haver convençut Robin de tornar a l'abadia, Marian s'assabenta que el xèrif ha fet presoneres les monges. Robin i John s'encarreguen d'alliberar-les, tot i que era una trampa del xèrif per capturar-los.
El noble Ranulf de Pudsey, perseguint Robin i els seus companyons, se'n torna després d'haver estar humiliat per Robin. Demana llavors al rei Johnn de prestar-li homes amb la finalitat de combatre aquesta revolta a la seva autoritat, perquè considera que el xèrif no està prou motivat contra la banda de Robin. John li promet el cap de Robin o la del xèrif, segons el resultat de la propera campanya d'aquest últim.
Durant aquest temps, els habitants pobres de Nottingham, joves i vells majoritàriament, han anat a Sherwood per combatre sota la bandera de Robin. Quan el xèrif arriba al cap dels seus homes a l'entrada del bosc, fa muntar el seu campament i espera la reacció de Robin. Aquest, galvanitzat per la tropa que ha reunit i malgrat les reticències de Marianne, decideix enfrontar-se al xèrif en combat singular, prometent la submissió dels seus homes en cas de derrota. Encara que Ranulf s'oposa a la seva decisió, el xèrif promet també la sortida de les seves tropes si surt derrotat.
Però Robin és menys jove del que pensava, i el xèrif està en millor forma que ell. Encara que aquest últim l'exhorta a rendir-se abans que morir, Robin arriba in extremis a matar-ho. Ranulf i les seves tropes ho aprofiten per carregar contra els companys. John i Marian arriben a salvar Robin del camp de batalla, i el porten a l'abadia on Marian pensa poder curar-lo.

## Rodatge
La pel·lícula, que comença amb la mort de Ricard Cor de Lleó a Châlus (Llemosí), va ser rodada a Espanya durant els mesos de juny i juliol de 1975.

## Repartiment
- Sean Connery: Robin Hood
- Audrey Hepburn: Marion
- Robert Shaw: el xèrif de Nottingham
- Richard Harris: Ricard Cor de Lleó
- Nicol Williamson: Little John
- Denholm Elliott: Will Scarlet
- Ronnie Barker: Germà Tuck
- Kenneth Haigh: Sir Ranulf de Pudsey
- Ian Holm: el Rei Joan sense terra
- Bill Maynard: Mercadier
- Victoria Mérida Rojas: la reina Isabel
- Esmond Knight: un vell defensor
- Veronica Quilligan: Germana Mary
- Peter Butterworth: Surgeon
- John Barrett: Jack
- Kenneth Cranham

## Incoherències històriques
- El setge de Châlus no s'acaba amb la seva presa per Mercadier, sinó per la rendició dels seus ocupants en saber-se que Richard estava ferit mortalment.
- La raó donada pel setge, en la pel·lícula, és una estàtua d'or d'1 metre d'altura, que Richard desitjava apropiar-se. De fet, feia el setge d'aquest castell per castigar el bisbe de Llemotges i mater els barons llemosins que l'havien traït durant la croada i la seva captivitat.